# 우문기
우문기는 대한민국의 영화감독이다.

## 작품목록
- 2004년 《2km 주유소》(조감독)
- 2008년 《모던 보이》(연출부지원)
- 2008년 《에어리언 블루스》(주연)
- 2010년 《이공계 소년》(연출)
- 2012년 《서울유람》(각본, 연출)
- 2012년 《몽구스피킹》(연출)
- 2013년 《1999, 면회》(연출)
- 2014년 《만신》(스토리보드)
- 2014년 《이쁜 것들이 되어라》(특별출연 - 택시기사)
- 2014년 《족구왕》(각색, 연출)
- 2014년 《여자, 남자》(연출)
- 2015년 《슬픈 씬》(연출)
- 2016년 《범죄의 여왕》(단역 - 고시학원생)

## 학력
홍익대학교 영상영화전공 학사

## 경력
- 2013년 제14회 장애인영화제 특별상
- 2015년 제20회 춘사영화상 신인감독상